# آنگلزیت
آنگلزیت  (به انگلیسی: Anglesite) با فرمول شیمیایی PbSO4 از مجموعه کانی هاست و از نام جزیره‌ای در انگلستان (Anglesey) گرفته شده‌است. حل شونده در HNO۳ گرم PbO:۷۳٫۶٪ SO۳:۲۶٫۴٪ برای اولین بار در ایتالیا کشف شد و از نظر شکل بلور: منشور - ورقه‌ای - پهن و کوتاه - بی پیرامید، رنگ: بیرنگ - سفید - خاکستری، شفافیت: شفاف - نیمه شفاف، جلا: الماسی - ابریشمی، رخ: ناقص، سیستم تبلور: ارترومبیک و در رده‌بندی سولفات است و منشأ تشکیل آن ثانوی - هیدروترمال است.
همایند کانی‌شناسی (پارانژ) آن فسژنیت - سروزیت - اسچلیت- گالن- سروزیت- لیمونیت است
، از نظر ژیزمان بلور دانه‌ای - استالاکتیت - اگرگات درخشان تقریباً کمیاب است و بیشتر در آلمان غربی، اتریش، ایتالیا، بریتانیای کبیر، مکزیک و URSS یافت می‌شود.